# Gianluca Buttolo
Gianluca Buttolo (Udine, 23 aprile 1968) è un illustratore e fumettista italiano.

## Biografia
Dopo una lunga collaborazione con uno studio di architettura, nel 2003 inizia l’attività di illustratore per diverse testate giornalistiche, case editrici e il teatro.
Nel 2010 disegna le illustrazioni per il libretto che accompagna l’album Genteinattesa (Targa Tenco 2010 come miglior Opera Prima) del cantautore Piero Sidoti.
Nel 2015 scrive e disegna La scelta per la casa editrice ReNoir Comics, graphic novel che ripercorre le vicende legate alla figura dell’avvocato Giorgio Ambrosoli, commissario liquidatore della Banca Privata Italiana, assassinato l’11 luglio 1979 su mandato di Michele Sindona.
Grazie alle segnalazioni molto positive, fra le quali quella di Umberto Ambrosoli, diverse scuole italiane organizzano incontri con l’autore per presentare il libro al fine di sensibilizzare gli studenti sui temi della legalità e ricordare l’esempio lasciato dall’avvocato Ambrosoli.
Torna a collaborare con Piero Sidoti in occasione della pubblicazione del suo secondo disco dal titolo Lalala curando la regia del video musicale per il brano Non mi ricordo cosa ho sognato.
Nel 2017 pubblica Il libro di Dot per la Renoir Comics, libro illustrato e scritto insieme allo scrittore Hisham Matar autore de Il ritorno.Padri, figli e la terra fra di loro, con il quale nel 2017 ha vinto il Premio Pulitzer per la biografia e autobiografia.

## Opere
- La scelta, Giorgio Ambrosoli, Milano, ReNoir Comics, 2015. ISBN 978-8865671221.
- Il libro di Dot, con Hisham Matar, traduzione di Anna Nadotti e Gianluca Buttolo, Milano, ReNoir Comics, 2017, ISBN 978-8865671924
- La scelta, Giorgio Ambrosoli, con i preziosi contributi di Francesca e Umberto Ambrosoli Milano, ReNoir Comics, 2019. ISBN 978-8865672198.
- Michelangelo, Il conflitto della Sistina, Milano, ReNoir Comics, 2019. ISBN 978-8865672273.
- Stan&Ollie, Milano, ReNoir Comics, 2023. ISBN 978-8865672778.